# Мысли в нотах
«Мысли в нотах» — пятый студийный альбом белорусской и российской R&B-исполнительницы Бьянки, выпущен 16 сентября 2016 года.

## Об альбоме
В альбом вошли, как известные хиты («Кеды», «Sexy Frau», «Стиль собачки», «Абсолютно всё»), так и новые песни («Мысли в нотах (Version 1)», «Потанцуй», «Жара»). Помимо сольных песен в альбом также вошли дуэты с другими исполнителями — Мотом, Лигалайзом, Потапом и Настей, Серёгой и группой «Пицца». Продюсером всех стала сама певица, за исключением одной, её спродюсировал Андрей Чёрный, известный работой с такими исполнителями, как Дима Билан, Юлианна Караулова и др.
В поддержку альбома было выпущено 5 синглов: «Кеды», «Sexy Frau», «Стиль собачки», «Абсолютно всё» и «Крыша» и 5 промосинглов: «Никто кроме ты», «Мысли в нотах (Version 2)», «Танцполы плавятся», «Вселенная» и «Лети».
Альбом смог за неделю занять 4-е место в российском ITunes.

## Список композиций
Слова и музыка всех песен — Бьянка.
| №   | Название                                   | Длительность |
| --- | ------------------------------------------ | ------------ |
| 1.  | «Kеды»                                     | 2:59         |
| 2.  | «Мысли в нотах (Version 2)»                | 3:31         |
| 3.  | «Лети» (feat. Пицца)                       | 3:38         |
| 4.  | «Никто кроме ты»                           | 3:21         |
| 5.  | «Абсолютно всё» (совм. с Мотом)            | 3:06         |
| 6.  | «Танцполы плавятся»                        | 3:54         |
| 7.  | «Крыша» (feat. Серёга)                     | 4:34         |
| 8.  | «Вселенная»                                | 3:09         |
| 9.  | «Красное сердце»                           | 3:51         |
| 10. | «Стиль собачки» (совм. с Потапом и Настей) | 3:10         |
| 11. | «Обида»                                    | 3:11         |
| 12. | «Потанцуй»                                 | 3:57         |
| 13. | «Мысли в нотах (Version 1)»                | 3:00         |
| 14. | «Sexy Frau»                                | 2:42         |
| 15. | «Жара» (feat. Лигалайз)                    | 3:27         |

## Участники записи
- Бьянка — вокал, текст, музыка, саунд-продюсирование
- Мот — речитатив, текст
- Потап — речитатив, текст, музыка
- Настя Каменских — вокал
- Лигалайз — речитатив
- Серёга — речитатив
- Андрей Чёрный — саунд-продюсирование
- Тарас Ващишин — музыка, сведение, мастеринг

## Видеоклипы
- Кеды
- Sexy Frau
- Стиль собачки
- Абсолютно всё
- Крыша
- Мысли в нотах